# Società Sportiva Cavese 1919 2004-2005
Questa pagina raccoglie le informazioni riguardanti la Società Sportiva Cavese 1919 nelle competizioni ufficiali della stagione 2004-2005.

## Rosa
| N. |                   | Ruolo | Calciatore            |
| -- | ----------------- | ----- | --------------------- |
|    | Italia (bandiera) | P     | William Carotenuto    |
|    | Italia (bandiera) | P     | Roberto Mancinelli    |
|    | Italia (bandiera) | D     | Antonio Abate         |
|    | Italia (bandiera) | D     | Catello Mari          |
|    | Italia (bandiera) | D     | Francesco Mirante     |
|    | Italia (bandiera) | D     | Michele Pagano        |
|    | Italia (bandiera) | D     | Luigi Cipriani        |
|    | Italia (bandiera) | D     | Gianguglielmo Cirillo |
|    | Italia (bandiera) | D     | Michele Volpicina     |
|    | Italia (bandiera) | C     | Tony D'Amico          |
|    | Italia (bandiera) | C     | Luca Falcone          |
|    | Italia (bandiera) | C     | Tommaso Folino        |

| N. |                   | Ruolo | Calciatore                      |
| -- | ----------------- | ----- | ------------------------------- |
|    | Italia (bandiera) | C     | Manuel Panini                   |
|    | Italia (bandiera) | C     | Gerardo Alfano                  |
|    | Italia (bandiera) | C     | Alessandro Tatomir              |
|    | Canada (bandiera) | A     | Rocco Placentino                |
|    | Italia (bandiera) | A     | Antonio Schetter                |
|    | Italia (bandiera) | A     | Massimiliano Antonio Scichilone |
|    | Italia (bandiera) | A     | Mario Barone                    |
|    | Italia (bandiera) | A     | Mauro Marchano                  |
|    | Italia (bandiera) | A     | Gianni Moccia                   |
|    | Italia (bandiera) | A     | Aniello Nappi                   |
|    | Italia (bandiera) | A     | Massimo Coda                    |
|    | Italia (bandiera) | A     | Salvatore Galizia               |